# Kultjärnen, Västerbotten
Kultjärnen är en sjö i Vindelns kommun i Västerbotten och ingår i Umeälvens huvudavrinningsområde. Sjön har en area på 0,0364 kvadratkilometer och ligger 251,9 meter över havet.

## Delavrinningsområde
Kultjärnen ingår i det delavrinningsområde (716082-168242) som SMHI kallar för Inloppet i Slipträsket. Medelhöjden är 280 meter över havet och ytan är 28,24 kvadratkilometer. Det finns inga avrinningsområden uppströms utan avrinningsområdet är högsta punkten. Slipbäcken som avvattnar avrinningsområdet har biflödesordning 5, vilket innebär att vattnet flödar genom totalt 5 vattendrag innan det når havet efter 156 kilometer. Avrinningsområdet består mestadels av skog (90 procent). Avrinningsområdet har 0,95 kvadratkilometer vattenytor vilket ger det en sjöprocent på 3,4 procent.